# قطاع قرص تخزين

شكل 1 : معمارية القرص الصلب
, مسار a- Track
, قطاع b- Geometrical sector
, قطاع مسار c- Track sector
, كلستر d- Cluster

في القرص الصلب، يكون القطاع Sector هو قسم فرعي من المسار الدائري الواحد Track الموجود على القرص الممغنط أو قرص اليزر. كل قطاع يخزن مقدار محدد من البيانات، ويكون مقداره 512 بايت في الحالة التقليديه القديمه للقرص الصلب HDD و 2048 بايت في حالة اقراص اليزر، الاقراص الصلبة الأحدث يكون الحجم 4096 بايت للقطاع الواحد Sector وهو ما يعرف بالتشكيل المتقدم advanced format .
القطاع Sector هو اقل وحدة على القرص الصلب.

## الفرق بين القطاع والبلوك
أن القطاع sector على وجه التحديد يعني مساحة فعلية في القرص الصلب، اما البلوك Block فهو مصطلح استخدم على نحو حر ويعني جزء صغير من البيانات chunk , البلوك له معاني متعددة اعتمادا على السياق. في مخازن البيانات يكون معنى البلوك (بلوك نظام الملفات) هو مجموعة من قطاعات متعددة. في سياقات أخرى، قد تكون وحدة من البيانات المتدفقة أو وحدة من عملية مساعدة. على سبيل المثال، برنامج dd على نظام العمليات ينكس يسمح بتعيين حجم البلوك التي سيتم استخدامها أثناء تنفيذ العملية باستخدام المعامل bs=بايت. هذا يحدد حجم قطع من البيانات التي تقدمها dd, وليست لها علاقة القطاعات أو الملفات كتل.
في لينكس، يمكن تحديد حجم القطاع في القرص عن طريق الأمر fdisk -l | grep -E "Sector size  وتحديد حجم البلوك blockdev --getbsz /dev/sda.